# Troisième République (Tchad)
Cet article concerne le régime politique. Pour son fondement juridique, voir Constitution tchadienne de 1996.
Pour les articles homonymes, voir Troisième République.
 (octobre 2022).
- Si vous ne connaissez pas le sujet, laissez ce bandeau (vous pouvez alors contacter les auteurs).
- Si vous supprimez le contenu mis en cause (vous pouvez préalablement contacter les auteurs),

argumentez précisément cette suppression dans la page de discussion
(un manque de référence n'est pas un argument ; une recherche réelle de référence doit avoir été effectuée, être formellement documentée).
 (octobre 2022).
Si vous disposez d'ouvrages ou d'articles de référence ou si vous connaissez des sites web de qualité traitant du thème abordé ici, merci de compléter l'article en donnant les références utiles à sa vérifiabilité et en les liant à la section « Notes et références ».
14 avril 1996 – 4 mai 2018
(22 ans et 20 jours)
Entités précédentes :
- Deuxième République

Entités suivantes :
- Quatrième République

La Troisième République, ou IIIe République, est le régime politique en vigueur au Tchad du 14 avril 1996 au 4 mai 2018. Elle est instituée après la chute d'Hissène Habré et l'arrivée au pouvoir d'Idriss Déby en 1990. Elle succède à la Deuxième République et est remplacée par la Quatrième République

## Mise en place
Le changement de régime politique est consécutif à la fuite du président Hissène Habré, au pouvoir depuis 1982 et renversé le 1er décembre 1990 par le général Idriss Déby, qui promet une démocratie pluraliste. Le 28 février 1991, le Conseil national du salut adopte une Charte nationale provisoire abrogeant la Constitution du 10 décembre 1989 et prévoyant de devenir caduque « dès l'adoption d'une nouvelle Constitution instaurant le multipartisme et au plus tard trente mois après sa promulgation ». 
En janvier 1993, une Conférence nationale souveraine est réunie et adopte, le 5 avril 1993, une nouvelle Charte de la transition. Celle-ci fixe la période de transition à un an, confirme Idriss Déby dans ses fonctions présidentielles pour toute cette période et confie le pouvoir législatif à un Conseil supérieur de la Transition, également chargé de rédiger un projet de Constitution.
Après plusieurs crises, la nouvelle Constitution instaurant la Troisième République est adoptée par référendum le 31 mars 1996 et promulguée le 14 avril 1996, soit six ans après l'arrivée au pouvoir d'Idriss Déby. Le texte sera ensuite modifié par la loi constitutionnelle no 08/PR/2005 du 15 juillet 2005.